# Klaus Bugdahl
Klaus Bugdahl (Berlín, 24 de novembre de 1934 – Wiesbaden 15 d'agost de 2023) fou un ciclista alemany, professional des del 1957 fins al 1977. Va combinar tant el ciclisme en pista com en ruta. L'any 1958 es proclamà campió d'Alemanya en ruta. Va aconseguir 37 victòries en curses de sis dies i cinc títols europeus de Madison.

## Palmarès en pista
- 1956
  -  Campió d'Alemanya en Persecució amateur
- 1957
  -  Campió d'Alemanya en Persecució
- 1958
  -  Campió d'Alemanya en Velocitat per equips
  - 1r als Sis dies de Berlín (amb Gerrit Schulte)
- 1959
  -  Campió d'Alemanya en Madison (amb Valentin Petry)
  - 1r als Sis dies de Colònia (amb Valentin Petry)
  - 1r als Sis dies d'Anvers (amb Peter Post)
  - 1r als Sis dies de Dortmund (amb Rik Van Steenbergen)
- 1960
  - 1r als Sis dies de Colònia (amb Hans Junkermann)
  - 1r als Sis dies de Dortmund (amb Hans Junkermann)
- 1961
  - 1r als Sis dies de Berlín 1 (amb Rik Van Steenbergen)
  - 1r als Sis dies de Berlín 2 (amb Fritz Pfenninger)
  - 1r als Sis dies de Frankfurt (amb Fritz Pfenninger)
- 1962
  - Campió d'Europa de Madison (amb Fritz Pfenninger)
  - 1r als Sis dies d'Essen (amb Fritz Pfenninger)
  - 1r als Sis dies de Frankfurt (amb Fritz Pfenninger)
  - 1r als Sis dies de Zuric (amb Fritz Pfenninger)
- 1963
  -  Campió d'Alemanya en Madison (amb Sigi Renz)
  - 1r als Sis dies de Berlín (amb Sigi Renz)
  - 1r als Sis dies de Dortmund (amb Sigi Renz)
- 1964
  - 1r als Sis dies de Berlín (amb Sigi Renz)
- 1965
  - 1r als Sis dies de Mont-real (amb Klemens Grossimlinghaus)
  - 1r als Sis dies d'Anvers (amb Peter Post i Jan Janssen)
- 1966
  - Campió d'Europa de Madison (amb Sigi Renz)
  - 1r als Sis dies de Berlín (amb Sigi Renz)
  - 1r als Sis dies de Frankfurt (amb Patrick Sercu)
- 1967
  - 1r als Sis dies de Colònia (amb Patrick Sercu)
  - 1r als Sis dies de Berlín (amb Peter Post)
  - 1r als Sis dies de Münster (amb Patrick Sercu)
- 1968
  - 1r als Sis dies de Zuric (amb Fritz Pfenninger)
  - 1r als Sis dies de Münster (amb Rudi Altig)
  - 1r als Sis dies d'Amsterdam (amb Jan Janssen)
- 1969
  - 1r als Sis dies de Berlín (amb Dieter Kemper)
  - 1r als Sis dies de Zuric (amb Dieter Kemper)
- 1970
  - 1r als Sis dies d'Anvers (amb Peter Post i René Pijnen)
  - 1r als Sis dies de Berlín (amb Jürgen Tschan)
  - 1r als Sis dies de Münster (amb Alain Van Lancker)
- 1971
  - Campió d'Europa de Madison (amb Dieter Kemper)
  - 1r als Sis dies de Münster (amb Dieter Kemper)
  - 1r als Sis dies de Zuric (amb Dieter Kemper i Louis Pfenninger)
  - 1r als Sis dies de Groningen (amb Dieter Kemper)
  - 1r als Sis dies de Dortmund (amb Dieter Kemper)
- 1972
  - 1r als Sis dies de Groningen (amb Dieter Kemper)
- 1973
  - Campió d'Europa de Madison
  - 1r als Sis dies de Los Angeles (amb Graeme Gilmore)
- 1974
  - 1r als Sis dies de Zuric (amb Graeme Gilmore)

## Palmarès en ruta
- 1957
  - 1r al GP Veith
- 1958
  -  Campió d'Alemanya en ruta
- 1959
  - Vencedor d'una etapa del Tour de l'Oise
- 1963
  - 1r al Tour de l'Oise
  - Vencedor d'una etapa de la Volta a Suïssa